# Libofshë
Libofshë è una frazione del comune di Fier in Albania (prefettura di Fier).
Fino alla riforma amministrativa del 2015 era comune autonomo, dopo la riforma è stato accorpato, insieme agli ex-comuni di Cakran, Dermenas, Frakull, Levan, Mbrostar Ura, Portëz, Qënder, Topojë a costituire la municipalità di Fier.

## Località
Il comune è formato dall'insieme delle seguenti località:
- Libofshe
- Rreth Libofshe
- Vanaj
- Daullas
- Agimi
- Metaj
- Gozhdaras
- Havaleas
- Ndernenas
- Hasturkas
- Adriati